# 比西勒勒波 (马恩省)
比西勒勒波（法語：Bussy-le-Repos，法語發音：[bysi lə ʁəpo]）是法国马恩省的一个市镇，属于维特里勒弗朗索瓦区。

## 地理
比西勒勒波（48°53'56"N, 4°45'31"E）面积22.64 平方千米，位于法国大東部大區马恩省，该省份为法国东北部内陆省份，北起阿登省，西北接埃纳省，西南接塞纳-马恩省，南至奥布省，东南接上马恩省，东临默兹省。
与比西勒勒波接壤的市镇（或旧市镇、城区）包括：孔托、勒弗雷讷、穆瓦夫尔、波塞斯、圣让德旺波塞斯、索姆耶夫尔、瓦诺勒沙泰勒。

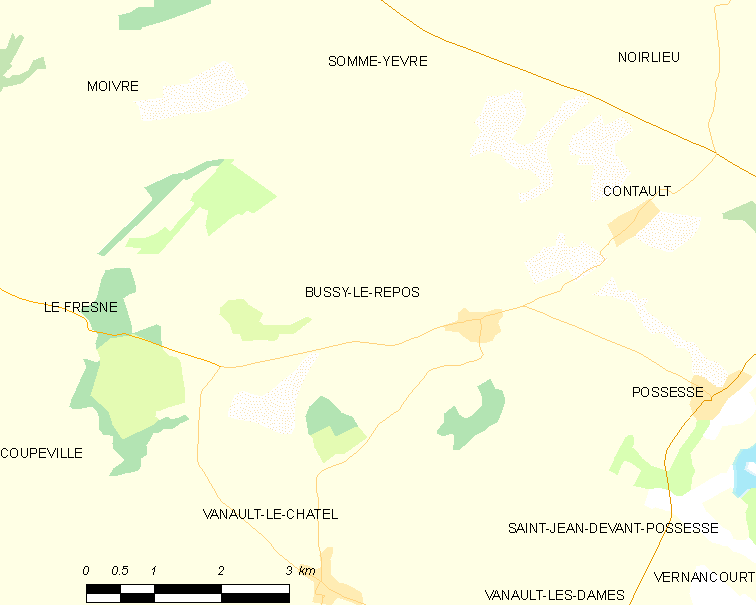
的OSM定位图

比西勒勒波的时区为UTC+01:00、UTC+02:00（夏令时）。

## 行政
比西勒勒波的邮政编码为51330，INSEE市镇编码为51098。

## 政治
比西勒勒波所属的省级选区为塞迈兹莱班县。

## 人口

1962-2008年间人口变化图示

比西勒勒波于2022年1月1日时的人口数量为136人。